# NGC 609
NGC 609 في الفهرس العام الجديد، هو عنقود نجمي، يقع في كوكبة ذات الكرسي. اكتشف في 9 أغسطس عام 1863. بواسطة هاينريش لويس دريست.

## روابط خارجية
- NGC 609 على موقع ويكي سكاي: DSS2, SDSS, GALEX, IRAS, Hydrogen α, X-Ray, Astrophoto, Sky Map, Articles and images